# یاکوولف یاک-۴۳
یاکوولف یاک-۴۳ (به روسی: Яковлев Як-43) یک جنگنده عمودپرواز ساخت شوروی بود که به عنوان نسخه پشتیبانی زمینی یاکوولف یاک-۱۴۱ طراحی شده بود که نتوانست به تولید برسد. یاک-۱۴۱ جایگزین جنگنده یاک-۴۳ شد.